# Myotis siligorensis
Myotis siligorensis (Horsfield, 1855) è un pipistrello della famiglia dei Vespertilionidi diffuso nel Subcontinente indiano, Cina, Indocina e Borneo.

## Descrizione

### Dimensioni
Pipistrello di piccole dimensioni, con la lunghezza della testa e del corpo tra 40 e 41 mm, la lunghezza dell'avambraccio tra 30 e 36 mm, la lunghezza della coda tra 25 e 38 mm, la lunghezza del piede tra 6 e 8 mm, la lunghezza delle orecchie tra 8 e 13 mm e un peso fino a 4 g.

### Aspetto
La pelliccia è soffice e densa. Le parti dorsali sono marroni con dei riflessi rossicci e con la base dei peli scura. Le parti ventrali sono più chiare e giallastre. Il muso è appuntito, una frangia di peli è presente sul labbro superiore. Le orecchie sono lunghe e strette. Il trago è stretto e appuntito. Le membrane alari sono nere e attaccate posteriormente ai lati del piede a circa un millimetro dalla base delle dita. I piedi sono piccoli, lunghi meno della metà della tibia. Il calcar è sottile e distintamente carenato al centro. Il secondo premolare superiore e inferiore sono leggermente più piccoli dei primi premolari e disposti lungo la linea alveolare. I canini sono piccoli. Il cranio ha una scatola cranica più alta e a cupola. Il cariotipo è 2n=44 FNa=52.

### Ecolocazione
Emette ultrasuoni sotto forma di impulsi con massima energia a 45–50 kHz.

## Biologia

### Comportamento
Si rifugia all'interno delle grotte o nelle fessure sugli edifici in piccoli gruppi o in colonie numerose fino a 1.200 individui. Vola molto in alto e si nutre frequentemente vicino agli insediamenti umani. L'attività predatoria inizia dopo il tramonto e termina circa alle 2 della notte. 

### Alimentazione
Si nutre di insetti catturati in volo a circa 2-5 metri dal suolo.

## Distribuzione e habitat
Questa specie è diffusa nella parte settentrionale e nord-orientale del Subcontinente indiano, Cina orientale e sud-orientale, Indocina e Borneo settentrionale.
Vive nelle foreste montane, foreste primarie e secondarie di pianura e foreste secche sempreverdi tra 914 e 2.770 metri di altitudine.

## Tassonomia
Sono state riconosciute 4 sottospecie:
- M.s.siligorensis: Stati indiani dell'Uttarakhand, West Bengal, Sikkim, Meghalaya, Nepal centrale;
- M.s.alticraniatus (Osgood, 1932): Laos, Vietnam, Penisola malese e nello stato di Sabah, nel nord dell'isola del Borneo. Probabilmente è presente anche in Cambogia.
- M.s.sowerbyi (Howell, 1926): province cinesi dello Yunnan, Guangdong, Guangxi, isola di Hainan, Myanmar settentrionale e orientale;
- M.s.thaianus (Shamel, 1942): Thailandia settentrionale e meridionale.

## Conservazione
La IUCN Red List, considerato il vasto areale, la popolazione presumibilmente numerosa, la presenza in diverse aree protette e la tolleranza alle modifiche ambientali, classifica M.siligorensis come specie a rischio minimo (Least Concern)).